# 紀最弟
紀 最弟（き の いやおと）は、平安時代初期の貴族。右兵衛督・紀木津魚の十一男。官位は従五位下・右兵衛佐。

## 経歴
弘仁11年（820年）内膳典膳に任ぜられる。承和年間の前半以降は左衛門少/大尉と武官を務め、承和12年（845年）従五位下に叙爵し、翌承和13年（846年）右兵衛佐に任ぜられる。
嘉祥3年（850年）仁明天皇の崩御後まもなく因幡権介を兼ね、仁寿2年（852年）正月には信濃介と、文徳朝では右兵衛佐を務める傍らで地方官を兼ねるが、同年2月27日卒去。享年58。最終官位は右兵衛佐兼信濃介従五位下。

## 人物
武芸の士で、腕力が人並外れて強い一方で、高いところに登ったり、水の深みを歩き回ったりするなど、身軽で敏捷であった。畿内の国々で盗賊をよく追捕し、ついには盗賊がいなくなってしまったという。

## 官歴
『六国史』による。
- 弘仁11年（820年） 日付不詳：内膳典膳
- 承和3年（836年） 正月：左衛門少尉
- 承和7年（840年） 日付不詳：左衛門大尉
- 時期不詳：正六位上
- 承和12年（845年） 正月7日：従五位下
- 承和13年（846年） 5月23日：右兵衛佐
- 嘉祥3年（850年） 4月2日：兼因幡権介
- 仁寿2年（852年） 正月15日：兼信濃介。2月27日：卒去（右兵衛佐兼信濃介従五位下）